# Adolf Werner (Abt)
Adolf Werner SOCist (* 14. Mai 1867 in Tiszafüred; † 5. Februar 1939 in Zirc) war ein ungarischer Zisterzienser und Abt des Klosters Zirc.

## Leben
Der 1883 in die Zisterzienserabtei Zirc eingetretene Werner legte 1890 die feierlichen Ordensgelübde ab und wurde im selben Jahr zum Priester geweiht. Nach der Promotion zum Dr. phil war er Gymnasiallehrer an den Zisterziensergymnasien in Stuhlweißenburg und Eger, von 1904 an Prior und Rektor in Baja. 1924 wurde er zum Abt gewählt und leitete das Kloster bis zu seinem Tod 1939. Die verbesserte wirtschaftliche Lage der Abtei ermöglichte es Abt Werner, die Gymnasien zu modernen Lehranstalten auszubauen. 
Er publizierte zahlreiche literaturhistorische, ästhetische und pädagogische Abhandlungen.

## Werke (Auswahl)
- Goethe és Kármán. Szombathely, 1890.
- Kisfaludy Sándor levélregénye. 1890.
- A székesfehérvári kath. főgymnásium története. Székesfehérvár, 1896.

## Auszeichnungen
- Ungarischer Verdienstorden 2. Klasse mit Stern (Komtur), 1929